# صفی‌قلی‌خان
میرمان میرمانیدزه معروف به صفی‌قلی‌خان  در زمان شاه عباس بزرگ و شاه صفی میباشد که به عنوان بیگلربیگی همدان و بغداد خدمت کرد .از نظر تاریخی ، ناحیه سُمخیتی ( Somkhiti ) در جنوب گرجستان که با ارمنستان همرز بوده است ، خاستگاه مردمانی از گرجستان بوده که تلفیقی از ارمنی و گرجی بوده‌اند . خاندان میرمانیدزه هم از خاندانهای حکمران این ناحیه بودند که حضور صفوی ها در آن سابقه زیادی داشت .
در سال ۱۶۱۹ میرمان که در میان غلامان رتبه یوزباشی داشت ، بعنوان داروغه جلفای اصفهان انتخاب شد . در ۱۶۲۱ بعنوان بیگلربیگی همدان با عنوان خان انتخاب گردید . در رجب ۱۰۳۲ ه‍. ق / مه ۱۶۲۳ م ، بعنوان بیگلربیگی بغداد انتخاب شد و تولیت عتبات عالیات به وی واگذار شد. وی هنگام جلوس شاه صفی شورش اعراب بنی لام را فرو نشاند پس از شکست احمد حافظ پاشا (حاکم دیار بکر که از سوی مراد چهارم برای استرداد بغداد آمده بود) صفی قلی خان ملقب به شیرعلی شد.حملهٔ بعدی خسرو پاشا جهت استرداد بغداد را نیز ناکام گذاشت. صفی قلی خان بعد از سال‌ها دفاع از بغداد در مقابل حملات مکرر عثمانیان در سال ۱۰۴۱ ق درگذشت و به جای او بکتاش خان عموی مادرش به حکومت بغداد منصوب شد.

## مطالعه بیشتر
.